# Eutrepsia splendens
Eutrepsia splendens är en fjärilsart som beskrevs av Druce 1889. Eutrepsia splendens ingår i släktet Eutrepsia och familjen mätare. Inga underarter finns listade i Catalogue of Life.